# Wat een Jaar!
Wat een Jaar! is een Belgisch televisieprogramma dat wordt uitgezonden door VTM. Elke week gaan Koen Wauters, Nathalie Meskens en Jonas Van Geel terug in de tijd naar een bepaald jaar. De teamcaptains Nathalie en Jonas strijden elke week tegen elkaar met een BV die dat jaar bewust heeft meegemaakt.
Door middel van spelletjes kunnen de teams geld verzamelen: Belgische franken in de jaren voor 2002 en euro's in de jaren daarna. In het finalespel brengen Koen, Nathalie en Jonas een medley met de grootste hits van dat jaar. De toeschouwers kunnen op het einde van de show stemmen op het team dat de meeste artiesten uit de medley weet te herkennen, en krijgen het gewonnen geldbedrag omgerekend in euro's verdeeld onder hen.
De show is gebaseerd op het Nederlandse spelprogramma Oh, wat een jaar!.

## Seizoen 1
| Nr. | Datum             | Jaar | Team Nathalie      | Team Jonas           | Winnaar                     | Kijkcijfers |
| --- | ----------------- | ---- | ------------------ | -------------------- | --------------------------- | ----------- |
| 1   | 8 september 2018  | 1986 | Leo Van Der Elst   | Bart Kaëll           | Team Nathalie               | 507.050     |
| 2   | 15 september 2018 | 1998 | Barbara Sarafian   | Cath Luyten          | Team Nathalie               | 530.839     |
| 3   | 22 september 2018 | 1973 | Willy Sommers      | Luc Appermont        | Team Nathalie               | 596.843     |
| 4   | 29 september 2018 | 2004 | Natalia            | Kat Kerkhofs         | Team Jonas                  | 595.905     |
| 5   | 6 oktober 2018    | 1969 | Jacques Vermeire   | Gerty Christoffels   | Team Jonas                  | 577.712     |
| 6   | 13 oktober 2018   | 1990 | Stijn Meuris       | Isabelle A           | Team Nathalie               | 548.025     |
| 7   | 20 oktober 2018   | 1979 | Paul Jambers       | Bart Peeters         | Team Jonas                  | 463.654     |
| 8   | 27 oktober 2018   | 2001 | Tine Embrechts     | Mathias Coppens      | Team Jonas                  | 479.247     |
| 9   | 3 november 2018   | 1981 | Herman Brusselmans | Jan Leyers           | Team Jonas en Team Nathalie | 562.134     |
| 10  | 10 november 2018  | 1989 | Dany Verstraeten   | Francesca Vanthielen | Team Nathalie               | 610.480     |

In aflevering 9 zijn al de artiesten geraden in het finalespel. Hierdoor hebben beide teams gewonnen.
De eindstand tussen Nathalie en Jonas staat na dit seizoen op 6-5 voor Nathalie.

## Seizoen 2
| Nr. | Datum             | Jaar | Team Nathalie       | Team Jonas           | Winnaar                     | Kijkcijfers |
| --- | ----------------- | ---- | ------------------- | -------------------- | --------------------------- | ----------- |
| 1   | 7 september 2019  | 1997 | Ingeborg Sergeant   | Kürt Rogiers         | Team Nathalie               | 529.778     |
| 2   | 14 september 2019 | 1983 | Sergio Quisquater   | Stany Crets          | Team Jonas                  | 385.971     |
| 3   | 21 september 2019 | 1980 | Lucas Van den Eynde | Andrea Croonenberghs | Team Jonas                  | 450.953     |
| 4   | 28 september 2019 | 1995 | Christoff De Bolle  | Sam Gooris           | Team Jonas                  | 530.779     |
| 5   | 5 oktober 2019    | 1978 | Frank Vander linden | Piet Huysentruyt     | Team Nathalie               | 488.646     |
| 6   | 12 oktober 2019   | 2000 | Dina Tersago        | Guga Baul            | Team Jonas en Team Nathalie | 514.889     |
| 7   | 19 oktober 2019   | 1966 | Marijn Devalck      | Leah Thys            | Team Nathalie               | 539.226     |
| 8   | 26 oktober 2019   | 1988 | Peter Van de Veire  | Wendy Van Wanten     | Team Nathalie               | 525.478     |
| 9   | 2 november 2019   | 2002 | Jelle De Beule      | Jelle Cleymans       | Team Jonas                  | 550.717     |
| 10  | 9 november 2019   | 1972 | Martin Heylen       | Eddy Planckaert      | Team Jonas                  | 529.123     |

De eindstand tussen Nathalie en Jonas voor dit seizoen is 6-5 voor Jonas. Samengeteld met vorig seizoen is het een gelijke stand van 11-11.

## Seizoen 3
In seizoen 3 verhuisde het programma van zaterdagavond naar donderdagavond, wat een negatieve impact op de kijkcijfers had. Na vijf afleveringen werd het programma vervangen door Game of Talents. De resterende afleveringen van het derde seizoen werden vanaf 3 december 2021 uitgezonden op vrijdagavond.
| Nr. | Datum            | Jaar | Team Nathalie     | Team Jonas         | Winnaar                     | Kijkcijfers |
| --- | ---------------- | ---- | ----------------- | ------------------ | --------------------------- | ----------- |
| 1   | 7 januari 2021   | 2005 | Sean Dhondt       | Frances Lefebure   | Team Jonas en Team Nathalie | 409.866     |
| 2   | 14 januari 2021  | 1996 | Bartel Van Riet   | Liesa Naert        | Team Nathalie               | 305.671     |
| 3   | 21 januari 2021  | 1968 | Jean Blaute       | Carry Goossens     | Team Jonas                  | 245.739     |
| 4   | 28 januari 2021  | 2003 | Marcelo Ballardin | Clara Cleymans     | Team Jonas en Team Nathalie | 352.717     |
| 5   | 4 februari 2021  | 1971 | Manou Kersting    | Jan Peumans        | Team Jonas                  | 294.276     |
| 6   | 3 december 2021  | 1982 | Pascal Braeckman  | Marleen Merckx     | Team Nathalie               | 524.356     |
| 7   | 10 december 2021 | 1987 | Jan Verheyen      | Stijn Coninx       | Team Nathalie               | 501.446     |
| 8   | 17 december 2021 | 1992 | Sven De Ridder    | Chris Van Tongelen | Team Nathalie               | 462.230     |
| 9   | 25 december 2021 | 1984 | Helmut Lotti      | Michaël Pas        | Team Jonas                  | 275.392     |
| 10  | 1 januari 2022   | 1977 | Jo Vally          | Margriet Hermans   | Team Jonas                  | 352.683     |

De eindstand tussen Nathalie en Jonas is voor dit seizoen 6-6. Dit resultaat samengeteld met de vorige twee seizoenen geeft een totaalscore van 17-17.